# Agazzano
Agazzano (emilián nyelven Gasàn) település Olaszországban, Emilia-Romagna régióban, Piacenza megyében. Lakosainak száma 1979 fő (2023. január 1.). Agazzano Borgonovo Val Tidone, Gazzola, Pianello Val Tidone, Piozzano és Gragnano Trebbiense községekkel határos.

## Népesség
A település népessége az elmúlt években az alábbi módon változott:
| Lakosok száma | 2081 | 2055 | 1979 |
|               | 2017 | 2018 | 2023 |